# レナート・ドゥルベッコ
レナート・ドゥルベッコ（伊: Renato Dulbecco、1914年2月22日 - 2012年2月19日）はイタリア出身のウイルス学者。アメリカ・イギリスなどで活動しているため、英語風にリナート・ダルベッコと呼ばれることも多い。腫瘍ウイルスの研究により1975年度ノーベル生理学・医学賞を受賞した。

## 略歴
カラブリア州カタンザーロ生まれ。トリノ大学でジュゼッベ・レーヴィに医学を学び、研究生活に入る。ここでサルヴァドール・ルリアとリータ・レーヴィ＝モンタルチーニに会い親交を結んだ。1940年第二次世界大戦が勃発すると軍医として召集されてフランス・ロシアの前線に派遣され、負傷した。ファシスト政権崩壊後はレジスタンス運動に参加した。
戦後研究を再開したが、まもなくレーヴィ＝モンタルチーニとともにアメリカへ渡り、ルリアとともにインディアナ大学（ブルーミントン）でバクテリオファージの研究を始めた。1949年にカリフォルニア工科大学に移ってマックス・デルブリュックのグループに加わった。さらにここで動物ウイルス、特に腫瘍ウイルスの研究を始めた。1952年には培養細胞を用いた動物ウイルスのプラーク定量法を導入した。
1950年代後半にはハワード・テミンが学生となる。1962年にはソーク研究所に移り、ここではデビッド・ボルティモアや利根川進を指導している。1972年にはイギリス王立がん研究所に移る。
1975年にテミン、ボルティモアとともにノーベル賞を受賞。1986年には他の研究者とともにヒトゲノムプロジェクトの立ち上げに加わった。1993年にはイタリアに帰り、CNR生物医学研究所（ミラノ）所長を務めた。
ドゥルベッコのグループは、腫瘍ウイルスと呼ばれるウイルスが正常細胞に感染すると、ウイルス由来の遺伝子が細胞のゲノムに取り込まれ、これが形質転換（細胞レベルのがん化）の原因になることを明らかにした。腫瘍ウイルスは人間の一部のがんの原因ともなる。また一部の腫瘍ウイルス（レトロウイルス）では、遺伝子の取り込みの第一段階は逆転写酵素（RNAからDNAへの転写を行う）によることが、テミンとボルティモアによって明らかにされた。これが彼ら3人のノーベル賞受賞理由となっている。
さらにレトロウイルスの持つ遺伝子によく似たがん遺伝子は正常細胞にもあり、これが一般の発がんにも関係することが後に明らかにされた。このようにドゥルベッコの発見は、その後のがんに関する研究すべての基礎となっている。
ポール・バーグ（1980年ノーベル賞）、リーランド・ハートウェル（2001年ノーベル賞）もダルベッコ研究室に長期滞在している。
2012年2月19日、カリフォルニア州サンディエゴ市ラホヤ地区の自宅で死去。97歳没。

## 受賞歴
- 1964年 - アルバート・ラスカー基礎医学研究賞（ハリー・ルービンと共に）
- 1967年 - パウル・エールリヒ&ルートヴィヒ・ダルムシュテッター賞
- 1973年 - コロンビア大学よりルイザ・グロス・ホロウィッツ賞（ハリー・イーグル、シオドア・パックと共に）
- 1974年 - セルマン・A・ワクスマン微生物学賞
- 1975年 - ノーベル生理学・医学賞（ハワード・テミン、デビッド・ボルティモアと共に）